# 増島稔
増島 稔（ますじま みのる、1964年1月29日 - ）は、日本の内閣府官僚。外務省大臣官房審議官、内閣府政策統括官、SBI金融経済研究所 顧問、経済社会総合研究所所長を歴任。現在は、滋賀大学 データサイエンス・AIイノベーション研究推進センター 特任教授、SBI金融経済研究所 研究主幹・チーフエコノミスト、内閣府経済社会総合研究所 顧問を兼任している。
経済財政政策の企画立案、そのための調査研究に従事。専門はマクロ経済、経済政策、財政・社会保障論。内閣府において、経済財政白書の執筆や月例経済報告の作成に長く携わり、日本経済に関する実証分析、経済政策に関するEBPMの推進、GDP統計や景気統計の企画・作成に取り組んできた。

## 来歴・人物
愛媛県松山市出身。1982年愛光高等学校卒業。1986年東京大学経済学部卒業、経済企画庁入庁。1992年ノースウェスタン大学大学院修了、M.A.。2011年埼玉大学大学院博士課程修了、博士（経済学）。同年経済社会総合研究所景気統計部長。2012年内閣府参事官（総括担当）（政策統括官（経済財政分析担当）付）。2014年内閣府大臣官房審議官（経済財政分析担当）。2016年外務省大臣官房審議官（国際協力局、経済局担当）。2018年内閣府政策統括官（経済財政分析担当）。2020年経済社会総合研究所次長。2022年経済社会総合研究所所長。2023年経済社会総合研究所顧問。2024年2月SBI金融経済研究所研究主幹・チーフエコノミスト。2024年4月滋賀大学データサイエンス・AIイノベーション研究推進センター特任教授。

## 著作
- 第8章「金融の量的緩和はどの経路で経済を改善したのか」（原田泰と共著）, 内閣府経済社会総合研究所企画・監修・吉川洋編『デフレ経済と金融政策』慶應義塾大学出版会 2009年
- 「世代別の受益と負担」（島澤諭・村上貴昭と共著）, ESRI Discussion Paper Series No.217 2009年
- 「年金の受益と負担に対するデフレの影響」（森重彰浩と共著）, ESRI Discussion Paper Series No.282 2012年
- 『アベノミクスの真価』（原田泰と共編著）中央経済社 2018年
- 第9章「予想インフレ率の予測力」（安井洋輔・福田洋介と共著）, 安達誠司・飯田泰之編著『デフレと戦う――金融政策の有効性 レジーム転換の実証分析』日本経済新聞出版本部 2018年